# Szuhány
Szuhány (szlovákul: Sucháň) község Szlovákiában, a Besztercebányai kerületben, a Nagykürtösi járásban.

## Fekvése
Nagykürtöstől 17 km-re északnyugatra, a Szuhány-patak partján fekszik.

## Története
Területe a régészeti leletek tanúsága szerint már az őskorban lakott volt, de kerültek elő innen bronzkori tárgyak is.
A mai falu valószínűleg a 13. században keletkezett akkor, amikor az Ipoly völgyéből érkeztek ide telepesek. Hozzájuk később északról gorálok csatlakoztak. A falu neve először 1349-ben szerepel oklevélben "Zwhan" alakban. A 15. századig a bozóki premontrei apátság birtoka. Később a Dacsó, Kéry, Kelecsényi, Ebeczky és Benyiczky családoké. 1715-ben malom és 38 adózó háztartás volt a településen. A 18. században lakói közül sokan vándoroltak délre, Békéscsaba környékére a jobb megélhetés reményében. 1828-ban 112 házában 673 lakos élt. Lakói a mezőgazdaság és a szőlőtermesztés mellett főként juhtenyésztéssel foglalkoztak. Határában több láz, azaz pásztorszállás keletkezett, melyek többsége csak nyáron volt lakott. Jól jövedelmező megélhetést biztosított a juhsajt és a gyapjú értékesítése. Később többen vállaltak idénymunkát a közeli nagybirtokokon.
Vályi András szerint "SZUHÁNY. Tót falu Hont Várm. földes Urai a’ Tudom. Kintstár, és több Urak, lakosai többfélék, fekszik Litavához nem meszsze, és annak filiája; a’ Bozóki Uradalomhoz tartozik; határja középszerű, fája, legelője elég van."
Fényes Elek szerint "Szuhány, tót falu, Honth vmegyében, Szenográdhoz 1 mfd. 2 kath., 634 evang. lak. Evang. szentegyház. Legelője, erdeje jó, de földjei soványak. F. u. a bozóki uradalom."
Hont vármegye monográfiája szerint "Szuhány, tót kisközség, 100 házzal és 636 ág. h. ev. lakossal; vasúti állomása és távirója Korponán, postája helyben van. a falu hajdan a bozóki uradalomhoz tartozott és annak sorsában osztozott. a község nevét Zwhan alakban 1423-ban említi oklevél, melylyel Terbelédi Leusták özvegye, Keszi Dacsó Miklósnak leánya, gyermekei nevében birtokosztó egyezséget köt Dacsó János fiaival; ez egyezség révén jutottak később a Dacsók e birtokrészhez, melyet a mult századig megtartottak. Jelenleg nagyobb birtokosa nincsen. Az itteni templom 1699-ben épült."
A trianoni békeszerződésig Hont vármegye Korponai járásához tartozott.

## Népessége
| Év:            | 1994. | 2004.   | 2014.   | 2024.   |
| -------------- | ----- | ------- | ------- | ------- |
| Emberek száma: | 303   | 295     | 276     | 259     |
| Eltérés:       |       | -2,64 % | -6,44 % | -6,15 % |

| Év:            | 2023. | 2024.   |
| -------------- | ----- | ------- |
| Emberek száma: | 265   | 259     |
| Eltérés:       |       | -2,26 % |

1910-ben 589, túlnyomórészt szlovák lakosa volt.
2001-ben 303 lakosából 296 szlovák volt.
2011-ben 260 lakosából 227 szlovák.

## Nevezetességei
- Evangélikus temploma 1530 körül épült reneszánsz stílusban, 1699-ben átépítették, 1784-ben és 1870-ben megújították.
- A falu gazdag népi hagyományokkal rendelkezik, melynek tárgyai egy régi parasztházból kialakított falumúzeumban tekinthetők meg.

## Külső hivatkozások
- Községinfó
- Szuhány szlovákia térképén
- E-obce.sk Archiválva 2008. december 6-i dátummal a Wayback Machine-ben